# Grasse (quận)
Quận Grasse là một quận của Pháp, nằm ở tỉnh Alpes-Maritimes, trong vùng Provence-Alpes-Côte d'Azur. Quận này có 19 tổng và 62 xã.

## Các đơn vị hành chính

### Các tổng
Các tổng của quận Grasse là: 
1. Antibes-Biot
2. Antibes-Centre
3. Le Bar-sur-Loup
4. Cagnes-sur-Mer-Centre
5. Cagnes-sur-Mer-Ouest
6. Cannes-Centre
7. Cannes-Est
8. Le Cannet
9. Carros
10. Coursegoules
11. Grasse-Nord
12. Grasse-Sud
13. Mandelieu-Cannes-Ouest
14. Mougins
15. Saint-Auban
16. Saint-Laurent-du-Var-Cagnes-sur-Mer-Est
17. Saint-Vallier-de-Thiey
18. Vallauris-Antibes-Ouest
19. Vence

### Các xã
Các xã của quận Grasse, và mã INSEE là: 
| 1. Aiglun (06001)               | 2. Amirat (06002)                  | 3. Andon (06003)                 | 4. Antibes (06004)                   |
| 5. Auribeau-sur-Siagne (06007)  | 6. Biot (06018)                    | 7. Bouyon (06022)                | 8. Briançonnet (06024)               |
| 9. Bézaudun-les-Alpes (06017)   | 10. Cabris (06026)                 | 11. Cagnes-sur-Mer (06027)       | 12. Caille (06028)                   |
| 13. Cannes (06029)              | 14. Carros (06033)                 | 15. Caussols (06037)             | 16. Châteauneuf-Grasse (06038)       |
| 17. Cipières (06041)            | 18. Collongues (06045)             | 19. Conségudes (06047)           | 20. Courmes (06049)                  |
| 21. Coursegoules (06050)        | 22. Escragnolles (06058)           | 23. Gars (06063)                 | 24. Gattières (06064)                |
| 25. Gourdon (06068)             | 26. Grasse (06069)                 | 27. Gréolières (06070)           | 28. La Colle-sur-Loup (06044)        |
| 29. La Gaude (06065)            | 30. La Roquette-sur-Siagne (06108) | 31. Le Bar-sur-Loup (06010)      | 32. Le Broc (06025)                  |
| 33. Le Cannet (06030)           | 34. Le Mas (06081)                 | 35. Le Rouret (06112)            | 36. Le Tignet (06140)                |
| 37. Les Ferres (06061)          | 38. Les Mujouls (06087)            | 39. Mandelieu-la-Napoule (06079) | 40. Mouans-Sartoux (06084)           |
| 41. Mougins (06085)             | 42. Opio (06089)                   | 43. Peymeinade (06095)           | 44. Pégomas (06090)                  |
| 45. Roquefort-les-Pins (06105)  | 46. Roquestéron-Grasse (06107)     | 47. Saint-Auban (06116)          | 48. Saint-Cézaire-sur-Siagne (06118) |
| 49. Saint-Jeannet (06122)       | 50. Saint-Laurent-du-Var (06123)   | 51. Saint-Paul (06128)           | 52. Saint-Vallier-de-Thiey (06130)   |
| 53. Sallagriffon (06131)        | 54. Spéracèdes (06137)             | 55. Séranon (06134)              | 56. Théoule-sur-Mer (06138)          |
| 57. Tourrettes-sur-Loup (06148) | 58. Valbonne (06152)               | 59. Valderoure (06154)           | 60. Vallauris (06155)                |
| 61. Vence (06157)               | 62. Villeneuve-Loubet (06161)      |                                  |                                      |